# Chiesa dei Santi Marcellino e Pietro ad Duas Lauros
La chiesa dei Santi Marcellino e Pietro ad Duas Lauros è un edificio religioso di Roma, che si trova in via Casilina 641, nel quartiere Prenestino-Labicano.
La parrocchia fu istituita il 1º febbraio 1765 da papa Clemente XIII con il motu proprio Cum sint come chiesa vicaria unita al collegio lateranense. Il territorio fu desunto da quello della parrocchia lateranense. Fa parte della prefettura XIV della diocesi di Roma.
La chiesa attuale fu realizzata nel 1922 dal capitolo lateranense su progetto dell'ingegnere Guglielmo Palombi. Il 14 dicembre 1936 la chiesa fu assegnata dal capitolo lateranense al vicariato di Roma. Attualmente la chiesa è affidata all'Istituto Cavanis (Congregazione delle Scuole di Carità).

## Storia
La chiesa si trova su un'area che in epoca romana era di proprietà di Elena madre di Costantino I, e si estendeva lungo l'antica via Labicana (odierna via Casilina), nella zona compresa tra il Sessorianum (odierna Santa Croce in Gerusalemme) e la cittadella militare di Centum Cellae,  (odierna Centocelle), che era nota come ad Duas Lauros (da cui il nome della chiesa).
Già prima che diventasse possedimento di Elena l'area era utilizzata come necropoli dalla guardia personale dell'imperatore, gli Equites singulares e successivamente, durante la persecuzione di Diocleziano (284-305), vi furono realizzate le catacombe dei Santi Marcellino e Pietro. Intorno al 330 Costantino I vi realizzò il mausoleo, oggi noto come mausoleo di Elena e, ad esso annessa, una basilica circiforme in onore dei santi Marcellino e Pietro sepolti nelle catacombe omonime.
Durante il medioevo, la basilica, probabilmente minata nelle fondamenta da alcune gallerie scavate nelle catacombe e senza una adeguata manutenzione, andò progressivamente in rovina. Tra il 1632 ed il 1638, sotto il pontificato di Urbano VIII, venne eretta una piccola chiesa dedicata ai santi Pietro e Marcellino, utilizzando parte delle rovine dell'antica basilica. Questa chiesa fu poi sostanzialmente modifica e ampliata nel 1765, sotto il papa Clemente XIII, che la eresse a parrocchia come detto in precedenza.
Attualmente, dopo i lavori di restauro effettuati nel periodo 1996-2000, la chiesa è collegata col mausoleo di Elena e alle catacombe dei Santi Marcellino e Pietro, ai quali si accede dal cortile dell'oratorio adiacente alla chiesa, attraversando un portale settecentesco, situato sulla sinistra della facciata della chiesa, lungo la via Casilina.

## Collegamenti
|  | È raggiungibile dalla stazione Berardi. |